# It's a Miracle
It's a Miracle är en låt av Culture Club, utgiven som singel den 12 mars 1984. Låten finns med på albumet Colour by Numbers, utgivet den 10 oktober 1983. "It's a Miracle" nådde fjärde plats på UK Singles Chart.

## Låtlista
Singel (7")
A. "It's a Miracle"
B. "Love Twist (Live)"
Maxisingel (12")
A1. "It's a Miracle"/"Miss Me Blind (Multimix)"
B1. "Love Twist (Live)"
B2. "Melting Pot (Live)"